# 히메지시
히메지시(일본어: 姫路市)는 일본 효고현 남서부에 있는 시이다. 1996년에 중핵시로 지정되었다.
효고현 2위의 상공업과 인구 규모를 갖는 도시로 중핵시로 지정되어 있다. 관광업으로는 국보이며 세계유산이기도 한 히메지성과 서쪽의 히에이산으로 불리는 쇼샤산 엔교지, 일본 3대 일람 중 하나인 나다노켄카 축제, 반슈 가을 축제가 유명하고, 일본 국내는 물론 해외에서 찾아오는 관광객도 많다.
나카하리마 현민국 관내에 있어 하리마 지방의 중심 도시 성격도 있다.

## 지리
효고현 서부 하리마 지방의 중심 도시이다. 하리마평야의 중서부에 위치하고 시의 중동부에 이치카와강이, 중부에 센바강과 노다강이, 중서부에 유메사키강과 오쓰모강이, 서단에 이보강이 각각 남쪽으로 흘러 하리마나다로 흘러 들어간다. 하리마나다 바다에는 이에시마 제도가 있다.
중심부에는 히메지성이 있는 히메산, 중심부 북부에 히로미네산과 마스이산, 북서부에 쇼샤산, 북부에 묘진산과 셋피코산이 있다. 도시를 동서로 관통하는 형태로 산요 신칸센, 산요 본선, 국도 2호선이 통과하고 히메지역은 히메지성의 남쪽 1km 거리에 위치한다. 시가지는 히메지성의 조카마치(성시)가 기원이다. 최근에는 히메지역 남쪽 지구의 발전도 이루어지고 있다.

## 인접한 자치체
- 가코가와시
- 다카사고시
- 가사이시
- 다쓰노시
- 시소시

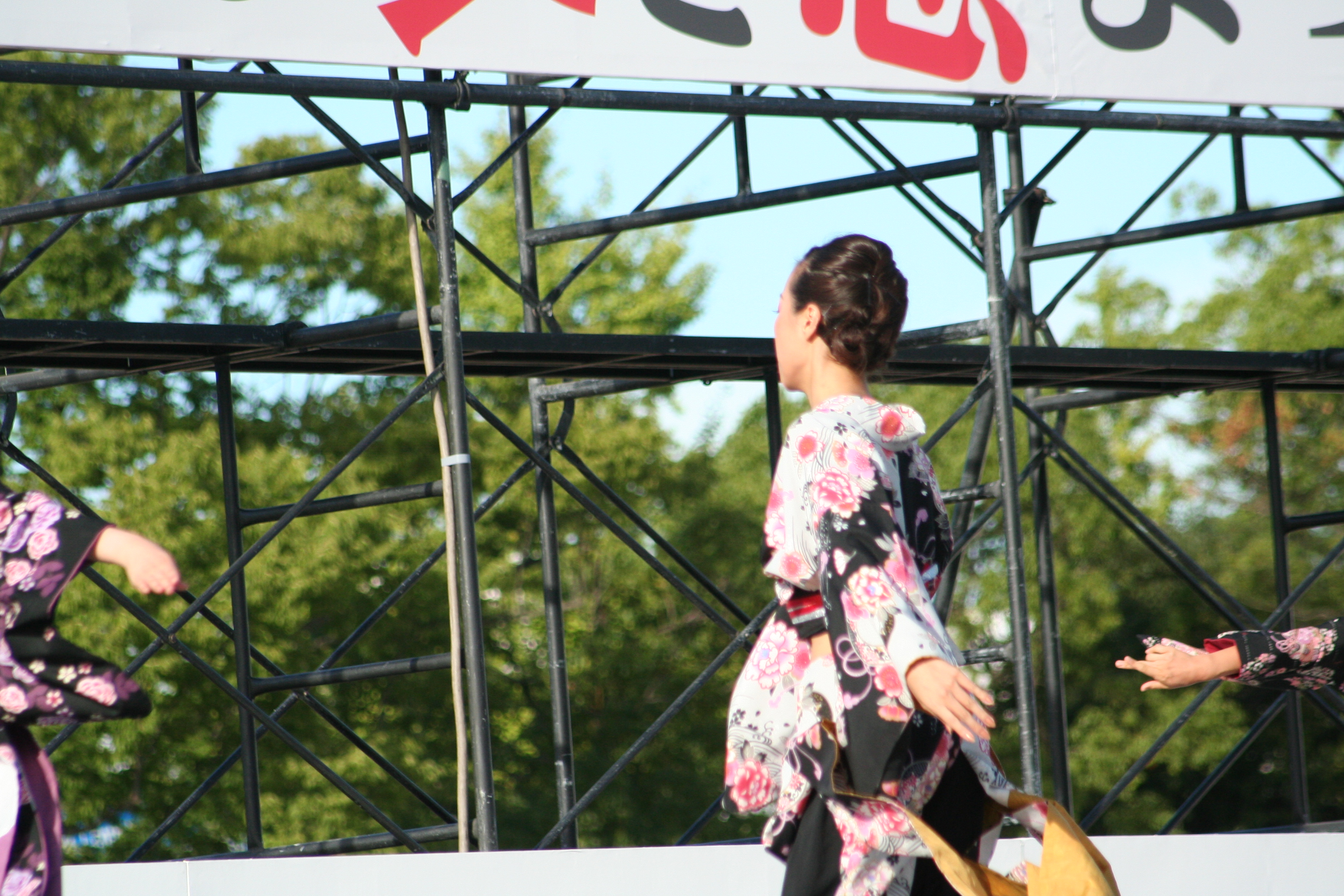
2010년 8월 8일 히메지성 축제. 요사 코이 춤을 춘다.

- 간자키군 후쿠사키정, 가미카와정, 이치카와정
- 이보군 다이시정

## 역사
히메지시는 1889년 4월 1일에 성립되었다. 히메지는 또한 "신킨 금고의 왕국"으로 불리며 4개의 신킨 금고 본사가 이곳에 있다. 1923년 간토 대지진 이후 일본 정부는 수도를 도쿄에서 히메지로 옮기는 것을 고려했었다.
- 1889년 4월 1일 - 정촌제 시행으로 히메지시가 성립하였다.
- 1901년 12월 17일 - 시기가 지정되었다.
- 1945년 - 6월 22일과 7월 3일의 히메지 공습으로 시가지가 소실되었으나, 히메지성의 소실은 면했다.
- 1946년 - 시카마시 등 주변 7개 시정촌을 합병하였다. 이후 6차례에 걸쳐 시역이 확대되었다.
- 1949년 8월 18일 - 히메지 시가를 제정하였다.
- 1958년 4월 10일 - 산요 본선이 히메지역까지 전철화가 되었다.
- 1972년 3월 15일 - 산요 신칸센 히메지역이 개통되었다.
- 2006년 3월 27일 - 시소군 야스토미정, 간자키군 고데라정, 시카마군 이에시마정, 유메사키정이 히메지시에 편입되었다.
- 2009년 8월 - 시의 이미지 캐릭터를 공모한 결과 '시로마루히메'로 결정되었다.
- 2011년 11월 - B-1 그랑프리가 개최되었다. 본 대회와 '긴키・주고쿠・시코쿠 지방 대회'가 히메지성 주변에서 개최되었다.

## 교통

### 철도
중심역: 히메지역
- 서일본 여객철도
  - 산요 신칸센
  - 산요 본선
  - 반탄선
  - 기신선

- 산요 전기 철도
  - 본선
  - 아보시선

### 도로
- 산요 자동차도
- 주고쿠 자동차도
- 국도 제2호선
- 국도 제29호선
- 국도 제179호선
- 국도 제250호선 (일본)(일본어판)
- 국도 제312호선 (일본)(일본어판)
- 국도 제372호선 (일본)(일본어판)
- 국도 제436호선

## 인구
2000년 이후 인구는 대체로 비슷하게 유지되고 있다.
| 연도                         | 인구      | ±% |
| ---------------------------- | --------- | -- |
| 1970                         | 447,666명 | —  |
| 1975                         | 479,360명 | —  |
| 1980                         | 494,825명 | —  |
| 1985                         | 506,101명 | —  |
| 1990                         | 509,129명 | —  |
| 1995                         | 527,854명 | —  |
| 2000                         | 534,969명 | —  |
| 2005                         | 536,232명 | —  |
| 2010                         | 536,338명 | —  |
| 2015                         | 535,664명 | —  |
| 2020                         | 530,495명 | —  |
| Himeji population statistics |           |    |

## 기후
전형적인 세토 내해식 기후로 강수량은 비교적 적고 겨울에는 이른 아침에 기온이 크게 떨어진다.
| 히메지시의 기후                                              | 히메지시의 기후 | 히메지시의 기후 | 히메지시의 기후 | 히메지시의 기후 | 히메지시의 기후 | 히메지시의 기후 | 히메지시의 기후 | 히메지시의 기후 | 히메지시의 기후 | 히메지시의 기후 | 히메지시의 기후 | 히메지시의 기후 | 히메지시의 기후 |
| 월                                                           | 1월             | 2월             | 3월             | 4월             | 5월             | 6월             | 7월             | 8월             | 9월             | 10월            | 11월            | 12월            | 연간            |
| ------------------------------------------------------------ | --------------- | --------------- | --------------- | --------------- | --------------- | --------------- | --------------- | --------------- | --------------- | --------------- | --------------- | --------------- | --------------- |
| 역대 최고 기온 °C (°F)                                       | 17.5 (63.5)     | 21.6 (70.9)     | 23.3 (73.9)     | 28.0 (82.4)     | 31.8 (89.2)     | 34.9 (94.8)     | 37.3 (99.1)     | 38.0 (100.4)    | 36.6 (97.9)     | 31.8 (89.2)     | 26.4 (79.5)     | 21.5 (70.7)     | 38.0 (100.4)    |
| 일평균 최고 기온 °C (°F)                                     | 9.6 (49.3)      | 10.4 (50.7)     | 13.8 (56.8)     | 19.1 (66.4)     | 23.7 (74.7)     | 26.8 (80.2)     | 30.5 (86.9)     | 32.5 (90.5)     | 28.6 (83.5)     | 23.1 (73.6)     | 17.3 (63.1)     | 11.9 (53.4)     | 20.6 (69.1)     |
| 일일 평균 기온 °C (°F)                                       | 4.4 (39.9)      | 5.0 (41.0)      | 8.3 (46.9)      | 13.6 (56.5)     | 18.5 (65.3)     | 22.4 (72.3)     | 26.4 (79.5)     | 27.8 (82.0)     | 23.8 (74.8)     | 17.9 (64.2)     | 11.9 (53.4)     | 6.6 (43.9)      | 15.6 (60.0)     |
| 일평균 최저 기온 °C (°F)                                     | 0.2 (32.4)      | 0.5 (32.9)      | 3.2 (37.8)      | 8.2 (46.8)      | 13.5 (56.3)     | 18.5 (65.3)     | 23.0 (73.4)     | 24.0 (75.2)     | 19.8 (67.6)     | 13.4 (56.1)     | 7.3 (45.1)      | 2.4 (36.3)      | 11.2 (52.1)     |
| 역대 최저 기온 °C (°F)                                       | −10.0 (14.0)    | −7.8 (18.0)     | −7.6 (18.3)     | −2.0 (28.4)     | 1.5 (34.7)      | 7.9 (46.2)      | 13.0 (55.4)     | 14.3 (57.7)     | 8.9 (48.0)      | 1.7 (35.1)      | −2.0 (28.4)     | −7.4 (18.7)     | −10.0 (14.0)    |
| 평균 강수량 mm (인치)                                        | 36.9 (1.45)     | 48.6 (1.91)     | 92.0 (3.62)     | 104.7 (4.12)    | 127.3 (5.01)    | 160.4 (6.31)    | 184.3 (7.26)    | 105.4 (4.15)    | 177.8 (7.00)    | 108.7 (4.28)    | 61.2 (2.41)     | 47.5 (1.87)     | 1,254.7 (49.40) |
| 평균 강설량 cm (인치)                                        | 1 (0.4)         | 4 (1.6)         | 0 (0)           | 0 (0)           | 0 (0)           | 0 (0)           | 0 (0)           | 0 (0)           | 0 (0)           | 0 (0)           | 0 (0)           | 1 (0.4)         | 6 (2.4)         |
| 평균 강수일수 (≥ 1.0 mm)                                     | 4.7             | 6.0             | 8.7             | 8.8             | 9.0             | 10.8            | 10.3            | 7.0             | 9.3             | 7.5             | 5.5             | 5.3             | 92.9            |
| 평균 강설일수 (≥ 1 cm)                                       | 0.3             | 0.8             | 0               | 0               | 0               | 0               | 0               | 0               | 0               | 0               | 0               | 0.4             | 1.5             |
| 평균 상대 습도 (%)                                           | 70              | 69              | 67              | 66              | 70              | 75              | 78              | 73              | 74              | 73              | 73              | 72              | 72              |
| 평균 월간 일조시간                                           | 149.1           | 142.5           | 173.7           | 191.8           | 203.1           | 156.0           | 172.1           | 209.9           | 158.8           | 167.4           | 154.8           | 155.1           | 2,034.4         |
| 출처: 일본 기상청 (평년값: 1991년~2020년, 극값: 1948년~현재) |                 |                 |                 |                 |                 |                 |                 |                 |                 |                 |                 |                 |                 |

## 자매 도시
- 일본 돗토리현 돗토리시
- 대한민국 경상남도 창원시(구 마산시)
- 일본 나가노현 마쓰모토시
- 벨기에 샤를루아
- 오스트레일리아 사우스오스트레일리아주 애들레이드
- 브라질 파라나주 쿠리치바
- 중국 산시성 타이위안시
- 미국 애리조나주 피닉스

## 주요 인물
- 강창웅(교 노부오)
- 마츠우라 아야

## 갤러리

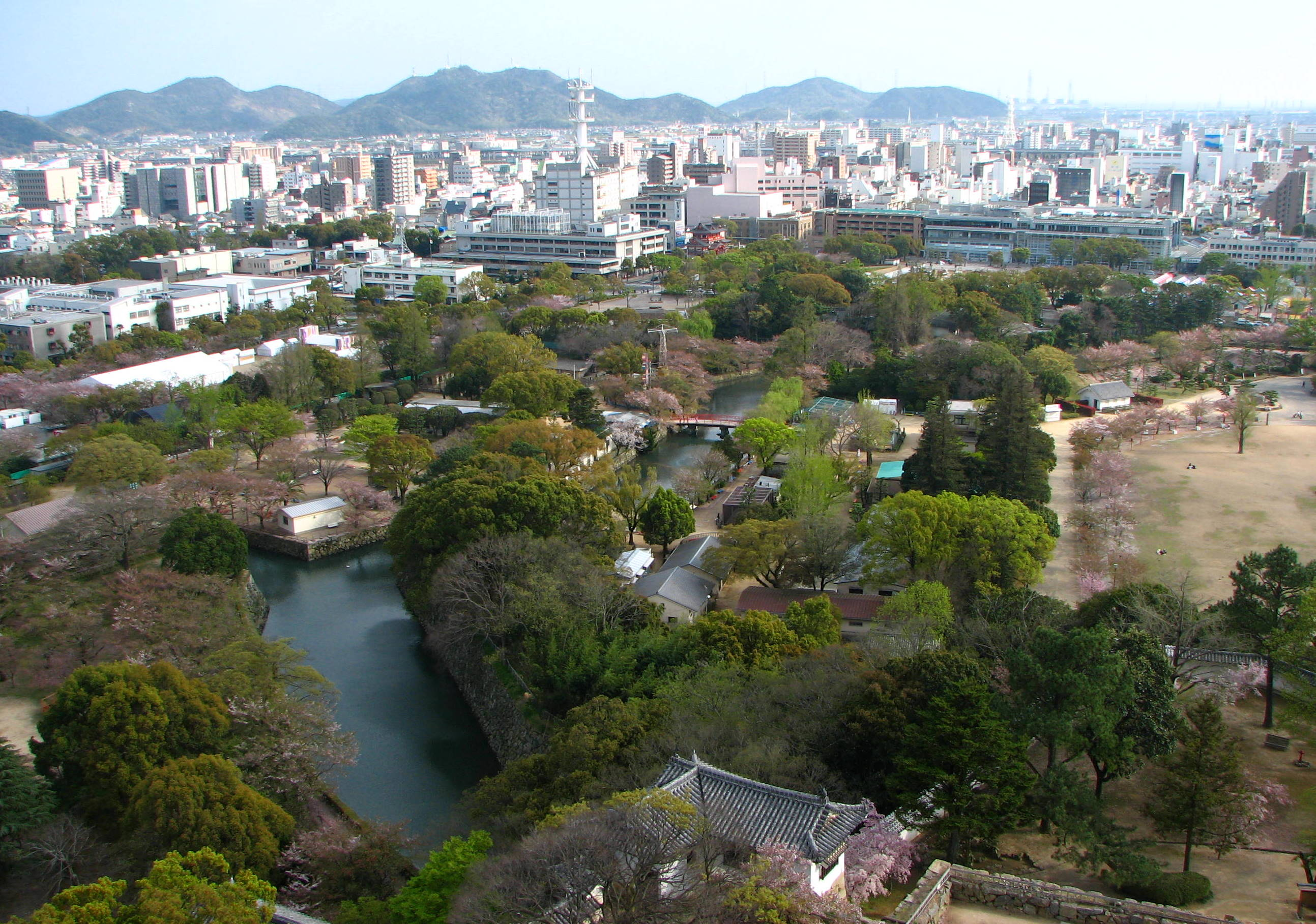
시로미다이 공원
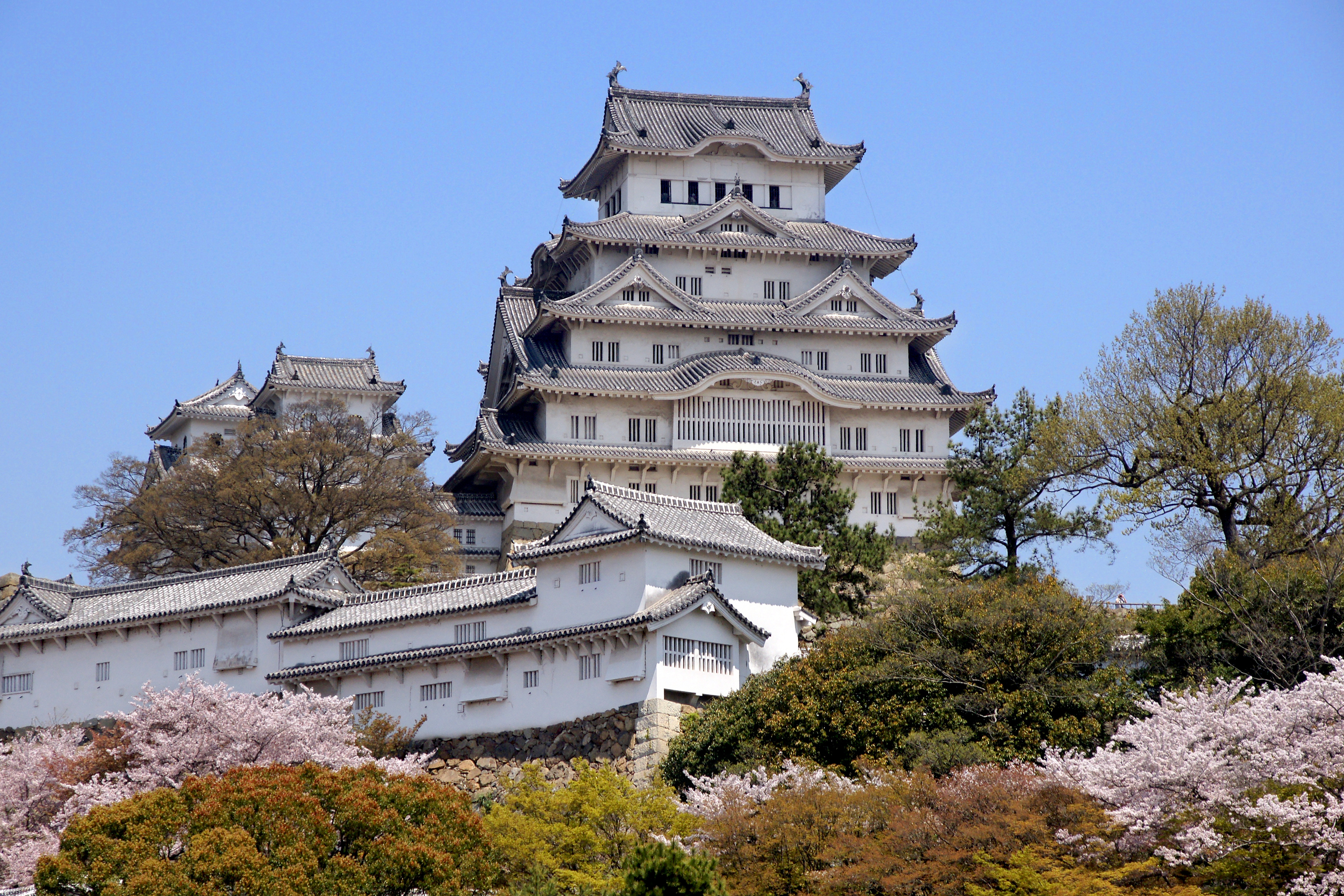
히메지성
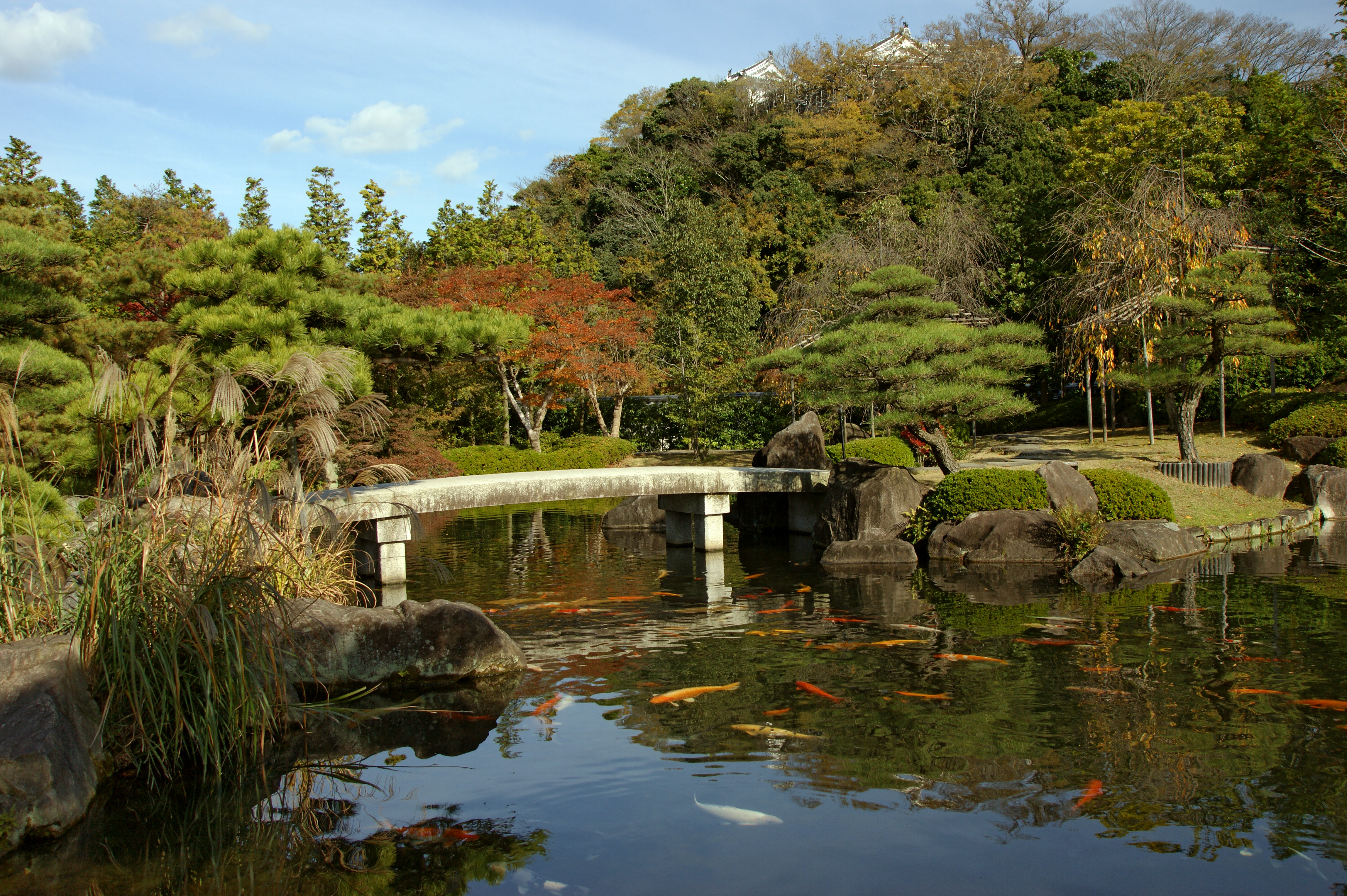
고코엔
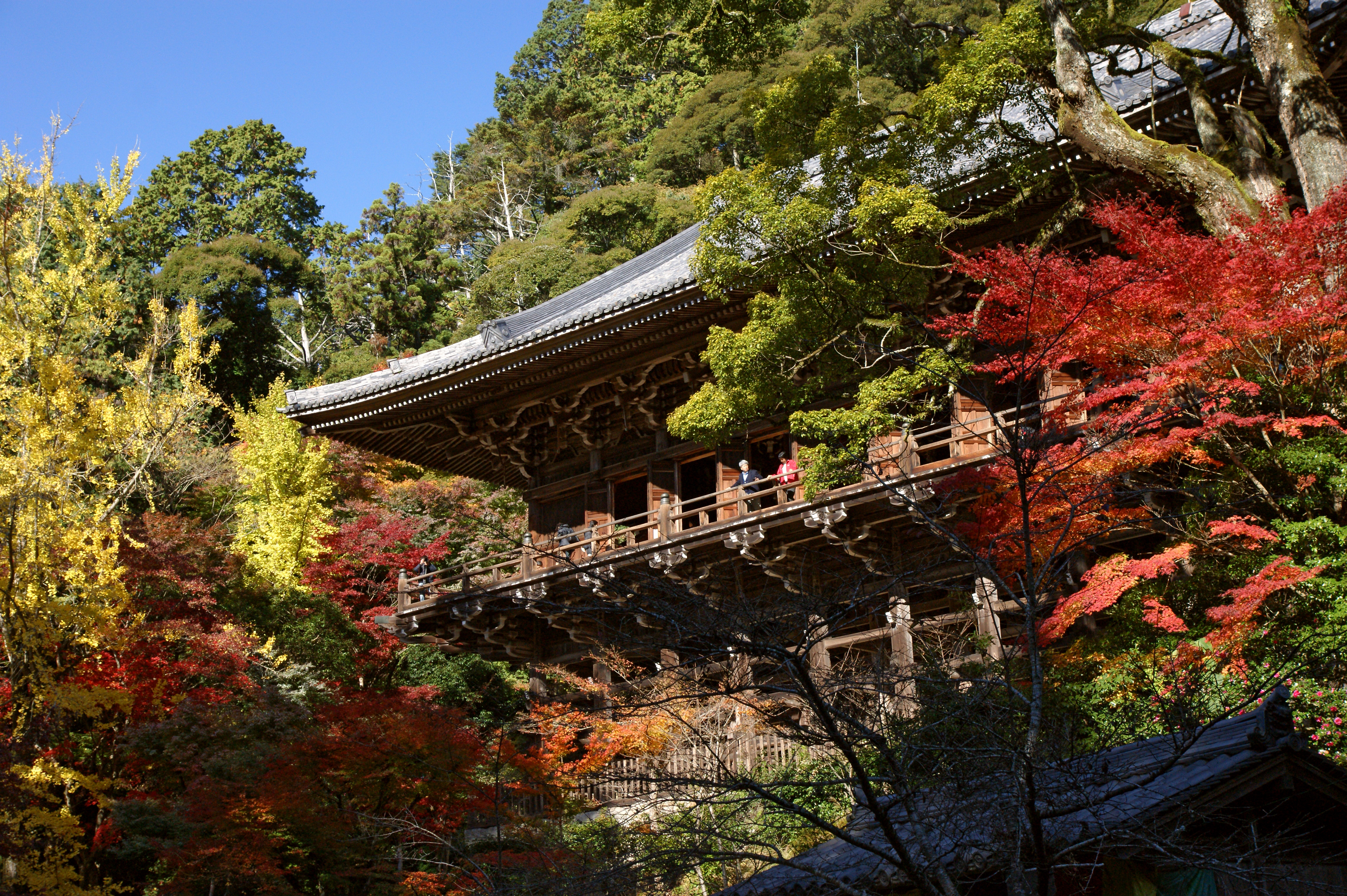
엔교지